# プラット・アンド・ホイットニー JT8D

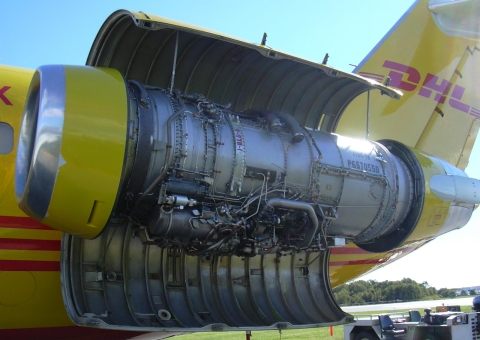
マクドネル・ダグラスDC-9 に搭載

JT8Dは、プラット・アンド・ホイットニーがボーイング727にあわせて1964年に投入した低バイパス比(0.96 to 1)の ターボファンエンジンである。
A-4 スカイホーク/A-6 イントルーダー/EA-6B プラウラーに搭載されていたプラット・アンド・ホイットニー J52（社内名称JT8A）ターボジェットエンジンの改良版である。

## 構造
2軸式軸流前方ターボファンエンジンである。外側の軸は単段の高圧タービンからの駆動で7段の高圧圧縮機を回転させ、内側の軸は後方の3段の低圧タービンから前方の6段の低圧圧縮機を回転させる。前方最初の2段はファンのバイパス流である。
ターボファンエンジンの排気はバイパス流と混合されるため、純粋なターボジェットエンジンと比較して騒音は静粛になる。それでもJT8Dは低バイパス比のため依然騒音は大きい。これは、意図してバイパス比を低くしたのではなく、ターボファンエンジンの草創期における技術的限界によるものである。その後に登場したJT8D-209は、JT8D-9のコア・エンジンの主要部分である高圧圧縮機・燃焼室・高圧タービンを流用しつつ、前方ファンを新設計の大型ファンとしてバイパス比を高めたもので、騒音低減とともに推力増加と燃料消費率の改善を図ったものである。
JT8Dは推力12,250-21,000 ポンドまで幅広くラインアップされており、ボーイング727、737、DC-9に搭載された。350社で運用され、総運転時間は15億時間にも及び、草創期のターボファンエンジンでは比類なき製造数を誇る。

## バリエーションと搭載機

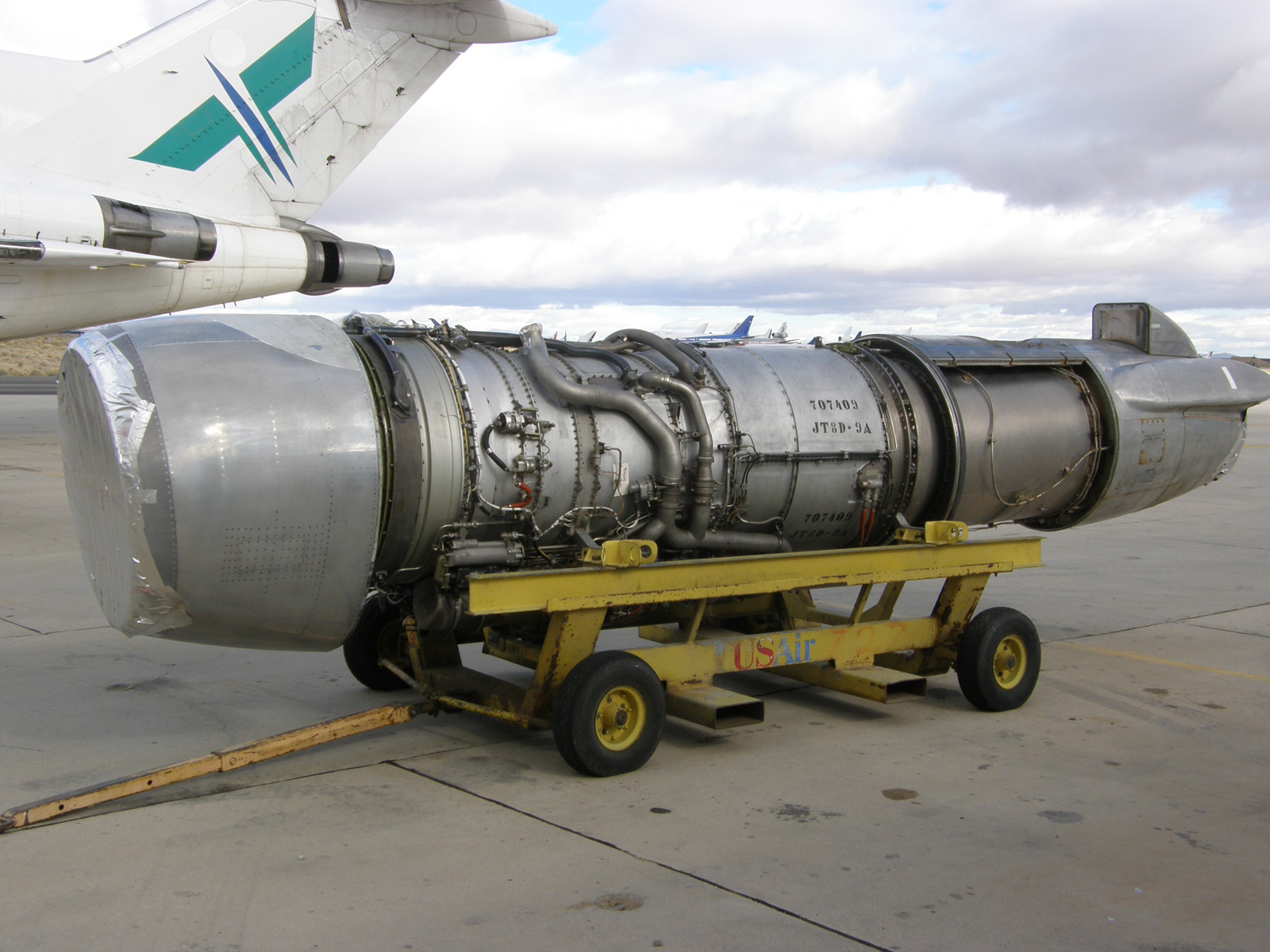
JT8D-9A

- JT8D-5 (推力:12,250 lbf (54.49 kN))
  - マクドネル・ダグラス DC-9-10
- JT8D-7 (推力:14,000 lbf (62.28 kN))
  - ボーイング 727-100/-200
- JT8D-9 (推力:14,500 lbf (64.50 kN))
  - ボーイング 737-100/-200
  - マクドネル・ダグラス DC-9-30
  - シュド・カラベル 10B/10R/11R/12
  - 川崎 C-1
- JT8D-9A (推力:14,500 lbf (64.50 kN))
  - ボーイング 737-100/-200
  - マクドネル・ダグラス DC-9-30
- JT8D-11 (推力:15,000 lbf (66.72 kN))
  - ボーイング 727-200
  - マクドネル・ダグラス DC-9-40
- JT8D-15 (推力:15,500 lbf (68.95 kN))
  - ボーイング 727-200
  - ボーイング 737-200
  - ダッソー メルキュール
  - マクドネル・ダグラス DC-9-30/-40/-50
- JT8D-17 (推力:16,000 lbf (71.17 kN))
  - マクドネル・ダグラス YC-15
  - ボーイング 727-200
  - ボーイング 737-200
- JT8D-17R & S (推力:16,400 lbf (72.95 kN))
  - ボーイング 727-200アドバンスド
  - マクドネル ダグラス DC-9-50
  - ボーイング 737-200
- JT8D-209 (推力:18,500 lbf (82.29 kN))
  - マクドネル・ダグラス MD-81
- JT8D-217A/C (推力:20,000 lbf (88.96 kN))
  - マクドネル・ダグラス MD-82/MD-87/MD-88
- JT8D-219 (推力:21,000 lbf (93.41 kN))
  - マクドネル ダグラス MD-83/MD-87
  - Aerion SBJ（JT8D-219の派生型を搭載）
- RM 8A/B
  - サーブ 37 ビゲン（JT8D-22にアフターバーナーを装備）